# Mistrzostwa Azji w Lekkoatletyce 1975
2. Mistrzostwa Azji w lekkoatletyce – zawody lekkoatletyczne, które odbyły się w stolicy Korei Południowej - Seulu w dniach od 9 do 14 czerwca 1975 roku na stadionie Dongdaemun Stadium.

## Rezultaty

### Mężczyźni
| Konkurencja           | 1. miejsce            | Wynik     | 2. miejsce              | Wynik     | 3. miejsce              | Wynik     |
| --------------------- | --------------------- | --------- | ----------------------- | --------- | ----------------------- | --------- |
| 100 m                 | Anat Ratanapol        | 10.87     | Masahide Jinno          | 10.90     | Ramaswamy Gnanasekharan | 11.18     |
| 200 m                 | Anat Ratanapol        | 21.28     | Susumu Shimizu          | 21.66     | Kazuhiko Sakuma         | 21.70     |
| 400 m                 | Sri Ram Singh         | 47.03     | Ku Boon-chil            | 47.29     | Yoshiharu Tomonaga      | 47.30     |
| 800 m                 | Sri Ram Singh         | 1:47.8a   | Takashi Ishii           | 1:48.4a   | Pratap Kumar            | 1:48.5a   |
| 1500 m                | Takashi Ishii         | 3:48.6a   | Triguna Mani Tiwari     | 3:49.4a   | Tang Kuang-chia         | 3:49.5a   |
| 5000 m                | Kunimitsu Ito         | 14:00.8a  | Shivnath Singh          | 14:01.2a  | Hari Chand              | 14:02.4a  |
| 10 000 m              | Hari Chand            | 29:12.0a  | Shivnath Singh          | 29:14.6a  | Kenji Tajima            | 29:31.6a  |
| Maraton               | Sueki Tanaka          | 2:32:06   | Susumu Sato             | 2:37:51   | Jit Bahadur Chetri      | 2:39:06   |
| 3000 m z przeszkodami | Harbeil Singh         | 8:46.6a   | Hitoshi Iwabuchi        | 8:56.6a   | Noriyuki Nakamura       | 8:57.8a   |
| 110 m ppł             | Tai Shi-yan           | 14.24     | Ahmad Ishtiaq Mubarak   | 14.45     | Shigeo Oki              | 14.45     |
| 400 m ppł             | Tai Shi-yan           | 51.15     | Abdulatif Yousef Hashim | 51.94     | Akira Nishimura         | 52.18     |
| Skok wzwyż            | Teymour Ghiassi       | 2.14      | Yoshikazu Okuda         | 2.14      | Takeyoshi Sawa          | 2.11      |
| Skok o tyczce         | Yoshiomi Iwama        | 5.20      | Michio Shimazu          | 4.80      | Hong Sang-pyo           | 4.20      |
| Skok w dal            | T.C. Yohannan         | 7.65      | Kazuaki Norioka         | 7.49      | Lee Pyong-song          | 7.47      |
| Trójskok              | Toshihisa Yoshimoto   | 15.87     | Hironobu Kobayashi      | 15.83     | Chen Chin-long          | 15.82     |
| Pchnięcie kulą        | Bahadur Singh Chouhan | 17.70     | Jagraj Singh Mann       | 17.47     | Yoshihisa Ishida        | 15.57     |
| Rzut dyskiem          | Praveen Kumar         | 54.78     | Jalal Keshmiri          | 53.78     | Kiyotaka Kawasaki       | 50.44     |
| Rzut młotem           | Yoshihisa Ishida      | 62.84     | Nobuyuki Ifuku          | 60.28     | Raghubir Singh Bal      | 58.80     |
| Rzut oszczepem        | Toshihiro Yamada      | 74.92     | Toshiyuki Shimada       | 72.68     | Chen Ping-huang         | 70.04     |
| Dziesięciobój         | Suresh Babu           | 6931 pkt. | Hisashi Iwai            | 6912 pkt. | Masanori Ikuta          | 6816 pkt. |
| Chód na 20 km         | Khoo Chong Beng       | 1:40:43   | Baldev Singh            | 1:44:17   | Nobu Nakamichi          | 1:45:26   |
| Sztafeta 4 x 100 m    | Japonia               | 40.38     | Singapur                | 41.14     | Indie                   | 41.35     |
| Sztafeta 4 x 400 m    | Indie                 | 3:08.2a   | Japonia                 | 3:08.9a   | Sri Lanka               | 3:13.4a   |

### Kobiety
| Konkurencja               | 1. miejsce     | Wynik   | 2. miejsce           | Wynik   | 3. miejsce           | Wynik   |
| ------------------------- | -------------- | ------- | -------------------- | ------- | -------------------- | ------- |
| 100 m                     | Esther Rot     | 11.91   | Carolina Rieuwpassa  | 12.09   | Yukiko Osako         | 12.13   |
| 200 m                     | Esther Rot     | 23.72   | Yukiko Osako         | 24.46   | Carolina Rieuwpassa  | 24.52   |
| 400 m                     | Kim Kyung-sook | 56.24   | Chee Swee Lee        | 56.41   | Keiko Nagasawa       | 57.93   |
| 800 m                     | Lee Chiu-hsia  | 2:08.1a | Masae Namba          | 2:09.9a | Kumiko Nishi         | 2:10.8a |
| 1500 m                    | Lee Chiu-hsia  | 4:23.0a | Kumiko Nishi         | 4:26.4a | Hannah Shezifi       | 4:27.2a |
| 3000 m                    | Lee Chiu-hsia  | 9:39.8a | Kwon Nam-soon        | 9:46.8a | Hannah Shezifi       | 9:55.2a |
| 100 m ppł                 | Tomoko Dazai   | 14.25   | Lin Yet-hsiang       | 14.25   | Fumiko Yamane        | 14.52   |
| 400 m ppł                 | Woo Seun-sook  | 62.89   | Marina Chin Leng Sim | 63.89   | Ting Chun-yi         | 64.13   |
| Skok wzwyż                | Hisao Tsuchiya | 1.74    | Michiyo Inaoka       | 1.74    | Ruth Tsloczenko      | 1.74    |
| Skok w dal                | Keiko Ogawa    | 6.15    | Kyoko Shimizu        | 5.93    | Lin Yet-hsiang       | 5.82    |
| Pchnięcie kulą            | Paik Ok-ja     | 16.39   | Chen Fu-mei          | 13.52   | Yukari Seo           | 13.50   |
| Rzut dyskiem              | Paik Ok-ja     | 47.74   | Matsuko Takahashi    | 46.34   | Mikiko Tokita        | 45.90   |
| Rzut oszczepem            | Keiko Myogai   | 53.48   | Naomi Shibusawa      | 51.40   | Lee Bok-soon         | 49.48   |
| Pięciobój lekkoatletyczny | Kyoko Shimizu  | 4064    | Ruth Tslochenko      | 3687    | Hotsumi Harada       | 3667    |
| Sztafeta 4 x 100 m        | Japonia        | 46.73   | Korea Południowa "A" | 48.13   | Korea Południowa "B" | 48.28   |
| Sztafeta 4 x 400 m        | Japonia        | 3:40.4a | Korea Południowa     | 3:53.1a | Singapur             | 3:54.0a |

## Tabela medalowa
| Pozycja | Państwo          |    |    |    |    |
| ------- | ---------------- | -- | -- | -- | -- |
| 1       | Japonia          | 15 | 20 | 18 | 53 |
| 2       | Indie            | 9  | 5  | 5  | 19 |
| 3       | Tajwan           | 5  | 2  | 5  | 12 |
| 4       | Korea Południowa | 3  | 4  | 4  | 11 |
| 5       | Izrael           | 2  | 1  | 3  | 6  |
| 6       | Tajlandia        | 2  | 0  | 0  | 2  |
| 7       | Malezja          | 1  | 2  | 0  | 3  |
| 8       | Iran             | 1  | 1  | 0  | 2  |
| 9       | Korea Północna   | 1  | 0  | 0  | 1  |
| 10      | Singapur         | 0  | 2  | 1  | 3  |
| 11      | Indonezja        | 0  | 1  | 1  | 2  |
| 12      | Kuwejt           | 0  | 1  | 0  | 1  |
| 13      | Nepal            | 0  | 0  | 1  | 1  |
| 13      | Sri Lanka        | 0  | 0  | 1  | 1  |